# Кириенко, Владимир Николаевич
Владимир Николаевич Кириенко (1929 — ?) — тракторист колхоза «Победа» Бурлинского района Уральской области, Казахская ССР. Герой Социалистического Труда (1973).
С 1947 года трудился помощником комбайнёра Карачаганакской МТС. С 1962 года — тракторист в колхозе «Победа» Бурлинского района.
В своей работе применял передовые агрономические методы, в результате чего значительно возросла производительность труда и увеличилась урожайность зерновых. В 1973 году досрочно выполнил взятые на себя социалистические обязательства Девятой пятилетки (1971—1975). Указом Президиума Верховного Совета СССР от 10 декабря 1973 года «за большие успехи, достигнутые во Всесоюзном социалистическом соревновании, и проявленную трудовую доблесть в выполнении принятых обязательств по увеличению производства и продажи государству зерна и других продуктов земледелия в 1973 году» удостоен звания Героя Социалистического Труда с вручением ордена Ленина и золотой медали «Серп и Молот».